# Назад на землю
Назад на землю — комедійний фільм 2001 року.

## Сюжет
Молодий чорношкірий комік-імпровізатор, що подає надії Ленс Бартон, раптово гине й потрапляє в рай. І вже на небесах з'ясовується, що відбулася фатальна помилка. Ленс повинен був благополучно дожити до сивин і вмерти ще років через сорок. Що робити? Імпозантний менеджер райської канцелярії, містер Кінг, пропонує Бартону повернутися назад на Землю, щоб гідно провести покладений строк. Але в цей самий момент земна оболонка Бартона виявляється непридатною, і душу Ленса вселяють у тіло жадібного, злісного й, що найголовніше, білого старого..